# El joven azul
El joven azul (en inglés: The Blue Boy) (c. 1770) es una pintura al óleo realizada por Thomas Gainsborough. Quizá la obra más famosa de Gainsborough, se cree que es un retrato de Jonathan Buttall (1752-1805), hijo de un rico comerciante, aunque esto nunca ha sido demostrado. Se trata de un retrato, a la vez que de un estudio histórico del vestuario de los jóvenes del siglo XVIII, se considera que fue un homenaje de Gainsborough a Anthony Van Dyck, en particular, está muy cercano al retrato de Carlos II cuando era niño realizado por Van Dyck, y que seguramente Gainsborough descubrió junto con la pintura de Rubens en las colecciones del castillo de Wilton que visitó con su amigo y mecenas Philip Thicknesse.
Hay indicios de que Gainsborough ya había pintado algo en el lienzo antes de empezar el El joven azul. La pintura está realizada en un lienzo bastante grande para un retrato, pues mide 177,8 de altura por 112,1 cm de ancho. Se encuentra en la  Biblioteca Huntington, en San Marino (California).
Joshua Reynolds ante la vista del retrato El joven azul, escribió:

Todos esos arañazos y esas señales extrañas que, de mirarlos de cerca, son tan perceptibles en los cuadros de Gainsborough y que incluso a pintores experimentados les parecen más bien el efecto del azar que el resultado de una intención, ese caos, ese aspecto repelente e informe, por una especie de magia toma forma a cierta distancia, y todas las partes parecen ponerse en su sitio, de manera que podemos dejar difícilmente de reconocer el pleno efecto de la aplicación bajo la apariencia del azar, de la prisa y de la negligencia[...] Hemos de convenir en que los toques cortados de Gainsborough han contribuido mucho a la ligereza de efecto que constituye una belleza notable de sus pinturas.

## Características
Uno de los aspectos más llamativos de "The Blue Boy" es su paleta de colores vibrantes y poco convencionales. La audaz elección de Gainsborough de vestir al joven sujeto con un llamativo traje de satén azul era muy inusual para la época, ya que los pigmentos azules eran caros y difíciles de producir. Este atrevido uso del color no sólo capta la atención del espectador sino que también desafía las convenciones tradicionales del retrato.
Si bien la combinación de colores de la pintura es indudablemente sorprendente, algunos críticos han cuestionado la autenticidad del atuendo del sujeto. La naturaleza lujosa y poco práctica del traje ha llevado a debates sobre si Gainsborough pretendía representar a un individuo específico o crear una representación idealizada de la juventud y la nobleza. 
Otro elemento significativo del cuadro es la pose y expresión del niño. Gainsborough captura magistralmente una sensación de aplomo y gracia en la postura del sujeto, transmitiendo una sensación de confianza y seguridad en sí mismo que desmiente su corta edad. Sin embargo, la mirada del sujeto es algo enigmática, lo que deja a los espectadores especular sobre los pensamientos y emociones detrás de su mirada.

## Historia
Una de las obras más conocidas de Gainsborough, El joven azul, se pensó durante mucho tiempo que era un retrato de Jonathan Buttall (1752-1805), el hijo de un rico comerciante de ferretería, debido a su temprana propiedad del cuadro. Esta identificación nunca ha sido probada y, como argumentó Susan Sloman en 2013, el modelo más probable es el sobrino de Gainsborough, Gainsborough Dupont (1754-1797). Se trata de un estudio de vestuario histórico además de un retrato; el joven aparece con ropas del siglo XVII como homenaje del artista a Anthony van Dyck y es muy similar a los retratos de Van Dyck de chicos jóvenes, especialmente su doble retrato de los hermanos George Villiers, 2.º duque de Buckingham y Lord Francis Villiers.

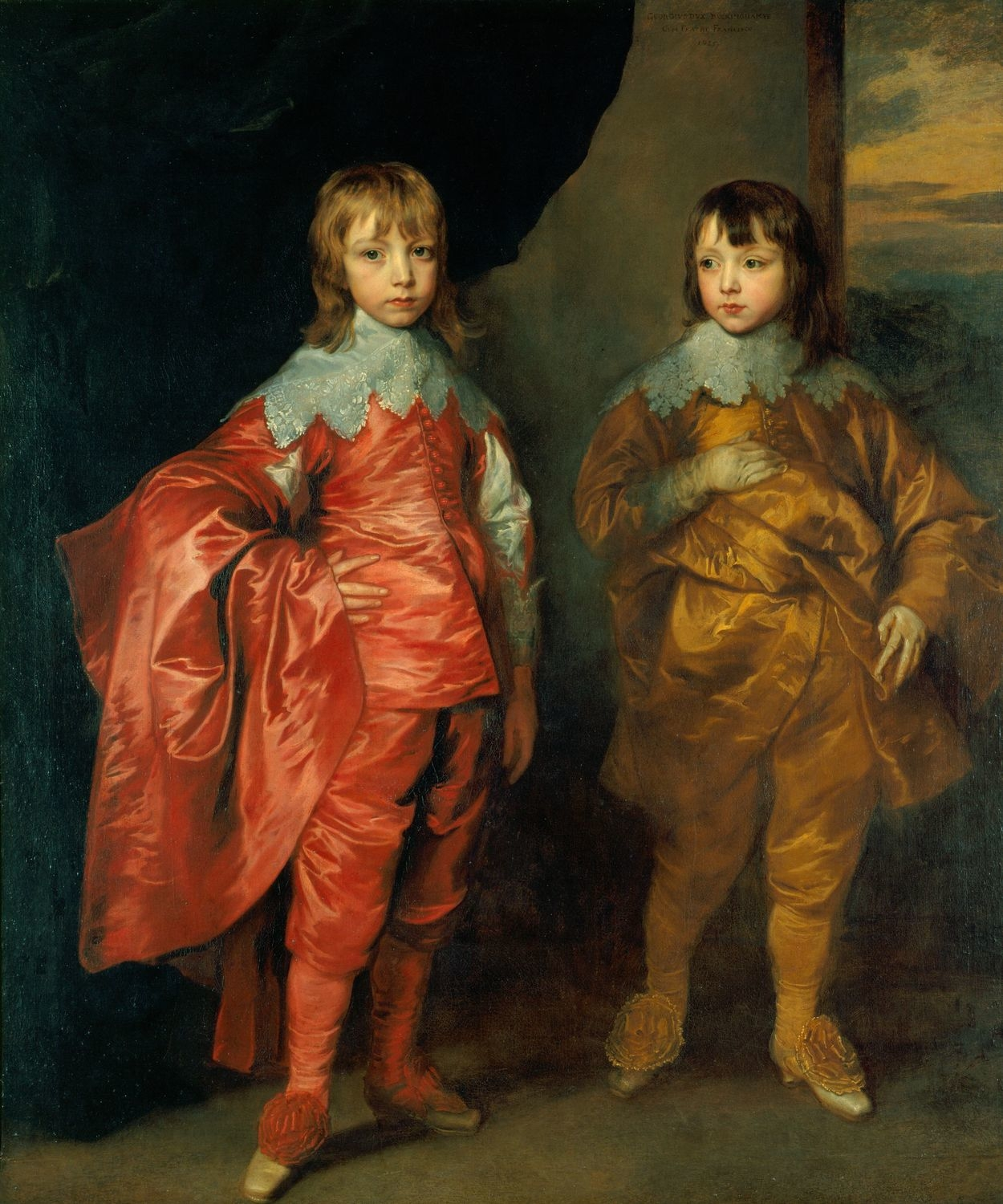
Obra con doble retrato, de Anthony van Dyck donde aparecen George Villiers, 2.º Duque de Buckingham, y de Lord Francis Villiers de niños.

Gainsborough ya había dibujado algo en el lienzo antes de comenzar El joven azul, que pintó encima. El cuadro es de tamaño natural y mide 48 pulgadas de ancho por 70 pulgadas de alto. 
En 1821, John Young (1755-1825), grabador y guardián de la British Institution, publicó por primera vez una reproducción del cuadro y contó la historia de cómo el artista pintó El joven azul para contradecir los consejos de Sir Joshua Reynolds. Como presidente de la Royal Academy, Reynolds había disertado públicamente sobre el uso de colores cálidos y fríos en su Octavo Discurso presentado en 1778.

En mi opinión, es indispensable observar que las masas de luz en un cuadro sean siempre de un color cálido y suave, amarillo, rojo o blanco amarillento, y que el azul, el gris o los colores verdes se mantengan casi totalmente fuera de estas masas, y se utilicen sólo para apoyar o resaltar estos colores cálidos; y para este propósito, una pequeña proporción de color frío será suficiente. Si esta conducta se invierte, si la luz es fría y el color circundante cálido, como vemos a menudo en las obras de los pintores romanos y florentinos, el arte no podrá hacer un cuadro espléndido y armonioso, ni siquiera en manos de Rubens y Tiziano.

Esta historia de origen apeló a la percepción del público de las personalidades claramente diferentes de Reynolds y Gainsborough, ya que puso a los dos artistas en oposición. Como presidente de la Royal Academy, Reynolds era un disciplinado defensor de la pintura histórica que desempeñaba un papel activo en el desarrollo e impartición de los planes de estudio y en la presentación de las exposiciones anuales. Gainsborough, en cambio, era retratista y paisajista y se mantuvo al margen de cualquier función académica. Reynolds fue nombrado caballero en 1769 y escribió críticas de arte y pronunció conferencias, mientras que Gainsborough nunca recibió un reconocimiento soberano y escribió una animada correspondencia como su legado escrito. Estas y otras diferencias reales e imaginarias entre los dos artistas se exageraron en los informes posteriores sobre la creación de El joven azul. 
Aunque finalmente quedó claro que el cuadro fue completado por Gainsborough ocho años antes que el Octavo Discurso de Reynolds, la historia sobre cómo fue el resultado de un desafío sobre los colores cálidos y fríos era demasiado buena para abandonarla. El repetido relato erróneo impulsó el cuadro a la fama internacional.
El cuadro estuvo en posesión de Buttall hasta que se declaró en quiebra en 1796. Primero lo compró el político John Nesbitt y luego, en 1802, el retratista John Hoppner. Hacia 1809, El joven azul entró en la colección de Earl Grosvenor y permaneció con sus descendientes hasta su venta por parte de segundo duque de Westminster al magnate ferroviario californiano Henry Edward Huntington en 1921. Antes de su partida a California en 1922, The Blue Boy se expuso brevemente en la National Gallery, donde fue vista por 90.000 personas. Los británicos reconocieron la pérdida del cuadro de Gainsborough de varias formas notables, como su aparición en el escenario hacia el final del espectáculo de variedades Mayfair y Montmartre en el New Oxford Theatre en la primavera de 1922. Enmarcada en el escenario, vestida como el niño del cuadro y flanqueada por vaqueros e indios, la famosa Nellie Taylor cantó "The Blue Boy Blues" de Cole Porter. "
La familia Grosvenor desempeñó un papel importante en la creciente fama de El joven azul durante el siglo XIX y principios del XX. No sólo permitían que los visitantes entraran en su residencia londinense para ver el cuadro, sino que también lo prestaban con frecuencia a exposiciones importantes, como la Art Treasures Exhibition en Mánchester en 1857, cuando El joven azul captó la atención de espectadores que probablemente nunca habían pensado mucho en las bellas artes. Las guías de las galerías y las publicaciones de las exposiciones transmitieron la historia de los controvertidos orígenes del cuadro y afirmaron que "no hay nada que haya atraído más admiración universal que este cuadro "tan famoso"". Posteriormente, el cuadro se expuso con gran éxito de público en la Gran Exposición de Londres de 1862, en la Royal Academy y en el Museo de South Kensington en 1870, en la Grosvenor Gallery en 1885 y en la Royal Academy en 1896, cuando fue identificado como "el más famoso de todos sus cuadros" por una reseña del London Times.
Además de verse el Blue Boy de Gainsborough en lugares públicos, el cuadro también apareció en publicaciones y como impresiones individuales en blanco y negro y en color. Se convirtió en una popular figura de cerámica y apareció en anuncios publicitarios. El joven de azul también cobró vida cuando hombres, mujeres, niños y niñas se vistieron con trajes similares y se hicieron pasar por el joven de Gainsborough en bailes de disfraces y ceremonias matrimoniales, en pantomimas y obras de teatro, y finalmente en películas y programas de televisión.
En 1919, el cuadro inspiró al productor de cine alemán Friedrich Wilhelm Murnau para crear su debut en el cine con Der Knabe in Blau (El joven azul).
En una medida que provocó una protesta pública en Gran Bretaña, fue vendido al empresario Henry Edwards Huntington de la American Railway por 728.800 dólares, según el acuerdo con el marchante Duveen, un precio entonces récord para cualquier pintura. De acuerdo con una noticia en el The New York Times, del 11 de noviembre de 1921, el precio de compra fue de 640.000 dólares, lo cual supondría unos ocho millones en el 2010. Antes de su partida a California en 1922, El joven azul fue expuesto brevemente en la National Gallery de Londres, donde fue visto por unas 90.000 personas, y el director de la Galería, Charles Holmes, escribió unas palabras de despedida en la parte posterior de la pintura: «Au Revoir, C.H.»
Cuando las chicas y las mujeres se hicieron pasar por el Blue Boy de Gainsborough en el escenario y la pantalla, provocaron una feminización gradual de la juventud. A principios del siglo XX, Marlene Dietrich fue fotografiada con un disfraz de Blue Boy y Shirley Temple apareció como el joven  Gainsborough en la película Curly Top (ricitos de oro) en 1935 Poco después de que el cuadro apareciera en la entrada principal de la residencia de la familia Cleaver durante la tercera temporada del programa Leave it to Beaver en 1959, los espectadores asociaron cada vez más los rasgos femeninos con el chico de azul, lo que llevó a su conexión con una emergente cultura gay.
Esta superposición de la pintura con el universo femenino favoreció su difusión y popularidad en la emergente cultura gay de los años cincuenta.  En septiembre de 1970 la revista Mad Magazine publicó una tira cómica en la que se comparaba a un niño afeminado llamado “Prissy Percy” con viriles atletas estadounidenses y recién en la cuarta y última caricatura se descubre que Prissy Percy no es otro que un niño vestido de azul. Hank Ketcham, creador de Dennis the Menace, también creó dibujos animados similares en los años siguientes.
En septiembre de 1970 El joven de azul fue "sacado del armario" en las páginas de Mad Magazine en una tira llamada "Prissy Percy". En la tira de cuatro paneles, el artista Jack Rickard y el escritor Frank Jacobs utilizaron los estereotipos contemporáneos de la homosexualidad para contrastar al chico de azul de Gainsborough con un grupo de jugadores de fútbol. Los estereotipos que vinculan a El joven azul y la homosexualidad estaban bien establecidos cuando Hank Ketcham, el creador de "Dennis the Menace", presentó al niño de azul de Gainsborough como un "mariquita" en una tira de varios paneles que incluía una línea de Dennis que confundía al pintor Gainsborough y al poeta Beat y pacifista gay Allen Ginsberg.

Portada del primer número de la revista Blueboy Magazine, 1974

En 1974, el antiguo director de publicidad de TV Guide, Don N. Embinder (también conocido como Don Westbrook), publicó el primer número de Blueboy Magazine, una revista bimensual gay de lujo con fotografías de desnudos, anuncios publicitarios y artículos de escritores como Christopher Isherwood y Randy Shilts. Rescatando el Blue Boy de Gainsborough de la ridiculez, Embrinder lo presentó como la encarnación del hombre gay recién liberado. El primer número presentaba una portada azul brillante con una fotografía de un joven vestido de azul de Gainsborough de cintura para arriba. Embinder se reapropió del Blue Boy de Gainsborough de las páginas divertidas y transformó un estereotipo despectivo en un emblema de orgullo.
Entre los artistas homosexuales que han adoptado El joven azul como símbolo de la emancipación gay se encuentran Robert Lambert (miembro de Les Petites Bon-Bons), Howard Kottler y Léopold Foulem.
El joven azul se expuso en la National Gallery, Londres, el 25 de enero de 2022, exactamente un siglo después de su salida del Reino Unido en 1922. Permaneció en la National Gallery durante cinco meses antes de regresar a Estados Unidos de forma permanente.
Fue este cuadro el que influyó al artista pop Robert Rauschenberg hacia su dedicación al arte de la pintura. Se encuentra colocada en la Biblioteca de Huntington enfrente del cuadro Pinkie del pintor Thomas Lawrence. En octubre de 2021, Retrato de un joven caballero de Kehinde Wiley se instaló frente a Blue Boy de Gainsborough en el Museo de Arte de Huntington.